# Asbjørn Elgstøen
Asbjørn Elgstøen, né le 6 mars 1903 et mort le 1er mars 1926 à Oslo, est un coureur du combiné nordique norvégien.

## Biographie
Membre du club Nordmarkens IF, il remporte la course de combiné au Festival de ski de Holmenkollen en 1925, lui décernant un kongepokal.
Aux Championnats du monde 1926, à Lahti, où les courses se déroulent dans des conditions extrêmes (-40°C), Elgstøen se gèle le visage et s'engourdit des pieds sur la partie en ski de fond (il se classe quatrième), ce qui entraîne sa chute sur le saut à ski (neuvième rang final).
De retour en Norvège, il se plaint d'un rhume, de maux de tête et des oreilles. Du fait d'une engelure à l'oreille, il développe une encéphalite qui lui est finalement fatale,.